# Referendum costituzionale in Australia del 2023
Il Referendum costituzionale in Australia del 2023 è stato indetto per il 14 ottobre per approvare o respingere la legge di revisione costituzionale, dal titolo "Constitution Alteration (Aboriginal and Torres Strait Islander Voice) 2023", avente in oggetto una modifica della Costituzione australiana al fine di istituire, riconoscendo costituzionalmente come tali i primi popoli che hanno abitato (e continuato ad abitare) il paese prima e dopo la colonizzazione britannica, l'Aboriginal and Torres Strait Islander Voice, un organo rappresentativo di tipo consultivo al fine di tutelare i loro interessi a livello nazionale.
In base alla proposta di legge, il nuovo organo avrebbe potuto "presentare osservazioni al Parlamento ed al Governo su questioni relative alle popolazioni aborigene e delle isole dello Stretto di Torres".
In seguito allo scrutinio dei voti, la proposta è stata dichiarata fallita, avendo prevalso in larga misura il “No” (60,59%) in tutti gli Stati e Territori, salvo che nel Territorio della Capitale Australiana.

## Iter legislativo
La questione del referendum e la proposta di modifica sono state annunciate il 23 marzo 2023 dal Primo ministro Anthony Albanese. 
Il conseguente disegno di legge è stato presentato al Parlamento federale il 30 marzo 2023 dal procuratore generale Mark Dreyfus. 
Il 31 maggio 2023, il disegno è stato approvato dalla Camera dei Rappresentanti (121-25), mentre il 19 giugno è stato approvato dal Senato (52-19). 
La data del referendum è dunque stata conseguentemente annunciata da Albanese il 30 agosto, ai sensi dell’Art. 128 § (1) della Costituzione.

## Proposta in dettaglio

### Modifica costituzionale
Nello specifico, qualora la proposta fosse stata approvata sulla scheda referendaria, la costituzione sarebbe stata emendata come segue:
Capitolo IX - Riconoscimento dei popoli aborigeni e degli isolani dello Stretto di Torres
129. Voce degli Aborigeni e degli Isolani dello Stretto di Torres
In riconoscimento dei popoli aborigeni e degli isolani dello Stretto di Torres come primi popoli dell'Australia:
I. Ci sarà un organo, da chiamare “Voce Aborigena e degli Isolani dello Stretto di Torres”;
II. La “Voce Aborigena e degli Isolani dello Stretto di Torres” può presentare osservazioni al Parlamento ed al governo esecutivo del Commonwealth su questioni relative ai popoli aborigeni e isolani dello Stretto di Torres;
III. Il Parlamento, fatta salva la presente Costituzione, avrà il potere di fare leggi in merito alle questioni relative alla “Voce Aborigena e degli Isolani dello Stretto di Torres”, compresa la sua composizione, funzioni, poteri e procedure.»
(Testo del Disegno di legge approvato)

### Princìpi istitutivi
Poco dopo aver reso pubblico il testo della modifica, il Governo australiano ha altresì pubblicato una serie di princìpi istituitivi dell’organo, al fine di guidare la legislazione per lo stesso e determinarne una sua struttura solida, imparziale, autorevole e duratura.
I princìpi erano:
- La funzione consultiva ed ausiliaria al Parlamento e al Governo tramite l’emanazioni di osservazioni ed esposizioni, anche su richiesta dei due organi;

- Un proprio sistema di risorse per consentirle di ricercare, sviluppare e fare esposizioni;

- La rappresentanza dell’organo rispecchiante le volontà delle comunità locali, ai fini di garantire legittimità culturale e sociale, e per un periodo di tempo determinato, ai fini di mantenere il principio di responsabilità;

- L’obbligatoria parità di genere e la rappresentanza della gioventù;

- L’obbligatorietà di far parte dell’organo solo se aborigeni australiani, secondo il “test standard in tre parti”;

- Lo scòpo di raggiungere un potenziamento delle comunità, nonché di raggiungere e diffondere l’inclusività il rispetto ed una cultura appropriata ed informata sulle popolazioni originarie;

- La continua consultazione con le comunità locali, nonché una solida responsabilità e trasparenza, secondo il controllo e la giurisdizione della “Commissione nazionale anti-corruzione”;

- La possibilità di sanzione o rimozione per colpa grave;

- La collaborazione con gli organi istituzionali già esistenti, ad ogni livello;

- L’impossibilità di gestire denaro, beni o servizi e di influenzarne o attuarne il movimento;

- L’assenza di un potere di veto;

- L’eventuale presenza di 24 membri, sebbene il numero fosse da definire con legislazione propria[15][16].

## Sistema di voto

### Disposizioni generali
Come nel caso di un’elezione, anche nel caso dei referendum si applicano le medesime disposizioni previste per le prime, a livello del cittadino, dell’organizzazione e delle modalità.

### Quorum e maggioranze richieste
A differenza di una normale votazione, tuttavia, per via della natura rigida della legge fondamentale australiana, ai sensi dell’Art. 128 della stessa, al fine di attuare una revisione costituzionale è necessaria, in un referendum, una doppia maggioranza: è obbligatorio, dunque, che si verifichino due precise condizioni, pena il fallimento della stessa consultazione.
Esse sono:
- Il voto favorevole del il 50%+1 degli elettori a livello nazionale (maggioranza assoluta);
- Il voto favorevole della maggioranza degli elettori in almeno quattro dei sei Stati australiani (affinché quest’ultimi ratifichino il loro voto come favorevole).

I voti espressi nei Territori sono conteggiati a livello nazionale (dunque per la prima maggioranza), ma non per la seconda.

## Sondaggi e posizioni politiche
Il Primo ministro Anthony Albanese (Partito Laburista) essendo stato promotore della modifica, affermò che avrebbe votato “Sì”, mentre il Leader dell'opposizione, Peter Dutton (Partito Liberale), ha dichiarato che il suo schieramento avrebbe votato “No”. 
Il Partito Nazionale, alleato dei Liberali, voto anch'esso “No”, mentre i Verdi Australiani furono a favore del “Sì”.
Secondo i sondaggi aggiornati ad agosto 2023, il numero di favorevoli alla modifica costituzionale fu dichiarato in netto declino rispetto allo stesso mese del 2022 (46% contro 65%), mettendo a rischio la buona riuscita del referendum.

## Risultati

Risultati per circoscrizione elettorale

| No              | 8 287 581  | 60,59 |  |  |  |  |  |  |
| Sì              | 5 390 891  | 39,41 |  |  |  |  |  |  |
| Totale          | 13 678 472 | 100   |  |  |  |  |  |  |
|                 |            |       |  |  |  |  |  |  |
| Voti non validi | 145 909    | 1,06  |  |  |  |  |  |  |
| Votanti         | 13 824 381 | 78,21 |  |  |  |  |  |  |
| Elettori        | 17 676 347 |       |  |  |  |  |  |  |

### Risultati per stato e territorio
| Stato o Territorio                    | Sì         | Sì          | No         | No          | Affluenza | Affluenza |
| Stato o Territorio                    | Preferenze | % voti val. | Preferenze | % voti val. | Votanti   | % elett.  |
| ------------------------------------- | ---------- | ----------- | ---------- | ----------- | --------- | --------- |
| Nuovo Galles del Sud                  | 1 814 606  | 40,48%      | 2 668 267  | 59,52%      | 4 538 261 | 81,21%    |
| Victoria                              | 1 561 563  | 44,99%      | 1 909 577  | 55,01%      | 3 507 323 | 78,48%    |
| Queensland                            | 835 159    | 31,21%      | 1 840 404  | 68,79%      | 2 700 169 | 74,33%    |
| Australia Occidentale                 | 493 915    | 36,38%      | 863 710    | 63,62%      | 1 369 721 | 74,99%    |
| Australia Meridionale                 | 355 029    | 35,42%      | 647 433    | 64,58%      | 1 013 266 | 78,95%    |
| Tasmania                              | 134 809    | 40,49%      | 198 152    | 59,51%      | 336 773   | 82,74%    |
| Territorio della Capitale Australiana | 158 097    | 60,78%      | 102 002    | 39,22%      | 262 337   | 82,80%    |
| Territorio del Nord                   | 37 713     | 39,39%      | 58 034     | 60,61%      | 96 529    | 63,09%    |